# Fujiwara no Korechika
Fujiwara no Korechika (藤原伊周, [[[974]] - 1010] Erro: {{japonês}}: texto da transliteração contém caractere não latino (pos 18) (ajuda)). Foi um estadista, membro da corte e político durante o período Heian da história do Japão.

## Vida
Foi o segundo filho de Fujiwara no Michitaka,  sua mãe era Takashina no Takako, também conhecida como Ko no Naishi (高内侍).  Sua irmã Teishi (Sadako) era casada com o Imperador Ichijo, foi membro do ramo Hokke do clã Fujiwara. Fujiwara no Michimasa foi seu filho.
Korechika aspirava ser Sesshō de seu jovem cunhado, após a morte de seu pai. As ambições de Korechika fez com que entrasse em atrito contra seu tio poderoso, Fujiwara no Michinaga, e a luta pelo poder continuou até a morte inesperada de sua irmã a Imperatriz Teishi. Isso deixou a filha de Michinaga, Shoshi, como a única imperatriz de Ichijo, solidificando o poder de Michinaga na corte.
Em 996, Korechika e seu irmão mais novo Takaie foram exilados para Dazaifu. Foram acusados de quererem provocar uma insurreição. De fato Korechika aceitou a sugestão de seu irmão Takaie de surpreender o Imperador Aposentado Kazan numa noite quando este voltava para sua casa. Uma versão mencionada no Eiga Monogatari afirma que a coisa toda se deu por causa de entreveros amorosos e ciúmes. Outra que foram manejados por Michinaga mas independente das razões as duas versões afirmam que Korechika e Takaie dispararam flechas em direção ao Imperador Aposentado, não com intenção de matá-lo, mas sim de assustá-lo quando estava voltando de uma festa tarde da noite, ocorreu porém que uma flecha perfurou sua manga. O governo tratou esse caso como todo rigor, agindo como se tivesse desbaratado de fato uma insurreição. A capital, e especialmente a residência de Korechika, foram colocados sob um forte esquema de segurança, fazendo com que a população ficasse tensa. Além disso Korechika foi acusado de realizar uma cerimônia esotérica Shingon conhecida como Taigen no Hō (大元帥法), que era reservada exclusivamente ao imperador, e  esta informação foi relacionada com o alegado plano de insurreição. Por fim, até a doença crônica da Imperatriz Senshi afirmaram ser resultado das maldições invocadas por Korechika. Ele foi perdoado um ano depois, e, posteriormente, tornou- se Jun-Daijin (准大臣, ministro adjunto).
Korechika é  referido como Gido-Sanshi (儀同三司) ou Sochi no Naidaijin (帥内大臣).

## Carreira
Em 991 foi nomeado Sangi.
Em 992 foi nomeado Chūnagon.
Em 992 foi nomeado Dainagon.
Em 991 foi nomeado Naidaijin.
Em 1008  foi nomeado ''Jun-Daijin (准大臣, ministro adjunto).
Em 14 de fevereiro de 1010 Fujiwara no Korechika morreu aos 36 anos de idade.
| Precedido por Fujiwara no Michikane | 9º Naidaijin (994 -996) | Sucedido por Fujiwara no Kinsue |